# XCOM: Enemy Unknown
XCOM: Enemy Unknown é um jogo de vídeo tático baseado em turnos desenvolvido pela Firaxis Games e publicado pela 2K Games. O jogo é um remake "reimaginado" do jogo clássico de estratégia de 1994 UFO: Enemy Unknown (também conhecido como X-COM: UFO Defense) e um reboot da série X-COM da década de 1990 da MicroProse. 
XCOM: Enemy Unknown foi lançado na América do Norte, Europa, e Austrália para Microsoft Windows, PlayStation 3 e Xbox 360 em outubro de 2012. Em abril de 2013 foi lançada uma "Edição Elite" pela Feral Interactive exclusivamente para Mac OS X contendo todos as DLCs lançadas anteriormente. Um pacote de expansão, intitulado XCOM: Enemy Within, foi lançado em novembro de 2013. Em junho de 2014, Feral Interactive lançou ambos XCOM: Enemy Unknown e seu pacote de expansão XCOM: Enemy Within para Linux. Uma portabilidade para iOS foi lançado em junho de 2013 e um conversão para Android lançada em maio de 2014.  Um pacote contendo ambos Enemy Unknown e Enemy Within foi lançada na PlayStation Store para o PlayStation Vita em março de 2016, sob o título de XCOM: Enemy Unknown Plus. 
Situado em um futuro próximo, durante uma invasão alienígena da Terra, o jogo coloca o jogador no controle de uma organização paramilitar multinacional de elite chamada XCOM e é encarregado de defender a Terra. O jogador comanda as tropas no campo em uma série missões táticas baseadas em turnos; entre as missões, o jogador controla a pesquisa e o desenvolvimento de novas tecnologias adquiridas a partir da tecnologia alienígena e de prisioneiros capturados, expande a base de operações da XCOM, gerencia as finanças da XCOM, e monitora e responde às atividades alienígenas. 
XCOM: Enemy Unknown foi aclamado pela crítica, com vários críticos comentando sobre a dificuldade do jogo, jogabilidade, e o risco de vício. Uma série de publicações, incluindo publicações da GameSpy, GameTrailers e Giant Bomb, chamaram ele de Jogo do Ano. Uma sequência para o jogo, intitulada XCOM 2, foi lançado em 5 de fevereiro de 2016 para Microsoft Windows, OS X, e Linux. 

## Enredo

### Cenário
A campanha do jogo começa na primavera de 2015, quando uma invasão alienígena começa. Antes do início do jogo, um grupo de países chamado de Conselho das Nações, se uniram para criar a XCOM (abreviação de Extraterrestrial Combat Unit "Unidade de Combate Extraterrestre"), a maior organização de elite militar e científica na história da humanidade, encarregada de defender a humanidade de ataques alienígenas. O jogador assume o papel do comandante da XCOM, e passa a se envolver em uma guerra contra um inimigo extraterrestre com uma superioridade tecnológica esmagadora. 

### História
Após o sucesso em derrubar uma nave alienígena e garantir o local da queda de qualquer sobreviventes da tripulações alienígena, bem como interrompendo as tentativas alienígenas de raptar civis humanos para propósitos desconhecidos, XCOM consegue obter os corpos de vários alienígenas de diferentes tropas. As autópsias revelam que todos foram geneticamente e/ou ciberneticamente alterados, o que parece indicar que eles são apenas soldados para os invisíveis líderes. A chefe de pesquisa da XCOM, Dra. Vahlen, pede que um alienígena seja capturado vivo para interrogatório. Isso também envolve o desenvolvimento de uma arma especializada capaz de capturar um alienígena vivo, e a construção de uma instalação na XCOM que possa manter com segurança um prisioneiro alienígena. 
A captura de um dos alienígenas e o interrogatório revela informações vagas sobre outro tipo de alienígena chamado de "Outsiders" seres artificialmente criados com forma cristalina encontrados a bordo de OVNIs, que parecem servir como pilotos e navegadores. A Dra. Vahlen, em seguida, solicita que a XCOM capture um Outsider para o estudo. Ao capturar um destes, o exame revela que as estruturas cristalinas exóticas dos Outsiders se comportam de forma semelhante às antenas, recebendo um sinal de transmissão a partir de uma localização enterrada na Terra. A XCOM envia uma equipa para investigar o sinal, que é originado de uma base que os aliens têm secretamente estabelecido na Terra, onde são realizados experimentos nos seres humano abduzidos. 
A XCOM desenvolve um método para a conseguir entrar na base alienígena e a invade. Durante a missão, descobre-se que o comandante da base alienígena possui habilidades psíquicas, mas é, no entanto, derrotado pelos soldados. O dispositivo de comunicação psíquica do comandante alienígena é recuperado e uma engenharia reversa é realizada. O grampo nas comunicações alienígenas revela um OVNI "Overseer" oculto fazendo patrulhas em toda a Terra. Quando o OVNI é derrubado, é encontrada uma nova espécie alienígena que não havia sido previamente identificada, assim como um estranho artefato psiônico. A recém-descoberta espécie, chamada de "Ethereals", possuem habilidades psiônicas poderosas.  
Uma vez que a nave Overseer é derrubada e o artefato psíquico recuperado, a enorme nave inimiga "Temple Ship" revela-se na órbita baixa da Terra e ataca a Terra, causando terremotos mesmo tão longe como o quartel da XCOM. Os esforços na engenharia reversa possibilita à XCOM desbloquear e desenvolver poderes psiônicos latentes que estão presentes em alguns seres humanos, reforçando assim seus soldados humanos. Dentre estes soldados humanos psíquicos, o mais poderoso deles se torna o "voluntário", usando o artefato psíquico recuperado do OVNI Overseer para grampear as comunicações psíquicas dos alienígenas, uma experiência que também aumenta a força psiônica do soldado voluntário. Isto permite que a XCOM lance um ataque e embarque na nave alienígena para buscar o Uber Ethereal, o líder da invasão alienígena. 
Durante a batalha final, a bordo da nave, o Uber Ethereal revela que, por causa da incapacidade de melhorar a sua própria raça, eles têm feito experimentos em outras espécies de todo o universo, em uma tentativa de identificar uma raça digna de ser "Erguida" uma raça que é forte, tanto na mente quanto no corpo; as diversas espécies de alienígenas que o jogador encontrou têm sido falhas dos experimentos dos Ethereals. Ao permitir que os seres humanos obtivessem a sua tecnologia aos poucos, os Ethereals permitiram que os seres humanos evoluíssem para um potencial mais completo, e acreditando que a humanidade poderia ser o fim desta busca, para encontrar a espécie perfeita para avançar e prepare-se para "o que está na frente", um destino vagamente mencionado por eles. 
Depois de matar o Uber Ethereal, a nave Temple Ship começa a colapsar em um buraco negro, que iria destruir a Terra, devido à sua proximidade. Enquanto o Voluntário psiquicamente dotado insiste que os outros soldados da XCOM corressem de volta para o seu transporte e escapassem da nave condenada, o Voluntário fica para trás, usando o seu controle psíquico para assumir o controle da nave e voar para longe do planeta, finalmente, fazendo com que ela se auto-destrua salvando assim a Terra, embora a custo de [o que foi pensado ser] a vida do próprio Voluntário. Em 2014, Jake Solomon, designer-chefe do XCOM, revelou que o Voluntário de fato não morreu, e em vez disso, desapareceu antes que a nave explodisse 

## Jogabilidade
Muito parecido com o seu antecessor. XCOM: Enemy Unknown lança o jogador como o comandante de uma organização militar de elite. Como comandante, o jogador controla os soldados em missões de turnos contra inimigos alienígenas. Entre as missões, o jogador controla as divisões de pesquisa e engenharia na criação de novas tecnologias e melhorias para a base de operações da XCOM, e gerencia as finanças. 
O combate baseado em turnos usa uma perspectiva 3D de cima para baixo. O jogador controla um esquadrão de entre um e seis soldados humanos ou unidades robóticas caçando os aliens no mapa e tentando concluir os outros objetivos, dependendo da missão. O layout do Mapa não é gerado aleatoriamente, e sim a disposição dos inimigos. A Névoa da guerra oculta os alienígenas e suas ações até que os soldados do jogador tenham uma linha de visão sobre eles, os inimigos normalmente não agem até que o esquadrão entre dentro da linha de visão deles. Os soldados podem transportar itens e realizar habilidades especiais; o uso desses itens e habilidades é controlada através de uma barra de ferramentas no head-up display (HUD). Alguns exemplos de habilidades incluem atirar em inimigos automaticamente depois que eles surgem, o lançamento de explosivos, e curar os aliados. 
Os soldados podem se esconder atrás de paredes e objetos no ambiente para obter uma medida de proteção. As unidades podem usar fogo de supressão para prejudicar os inimigos, e usar camuflagem para manobrar em torno dos adversários. Cinemáticas e movimentos dinâmicos de câmera enfatizam momentos exitantes da jogatina, tais como sequências abates ou o uso de habilidades especiais. O jogo inclui alguns elementos de role-playing tático, em que os soldados do jogador ganham novas habilidades, quando eles sobrevivem mais e mais batalhas. 
O elemento de estratégia do jogo ocorre entre as missões. A base de operações subterrânea da XCOM é apresentada em um modo de exibição apelidada de "ant farm". a partir deste ponto de vista, o jogador gerencia as construções, fabricações e projetos de pesquisa em andamento, e direciona a forma como os cientistas e engenheiros usam os recursos recuperados das missões recebidos dos patrocinadores da XCOM. Um visão holográfica da Terra chamada de "Geoscape" permite que o jogador saiba o que está ocorrendo no mundo inteiro, ordenar que aeronaves interceptem Ovnis e envie soldados para atacar alienígenas em solo. 
Isso também influencia o nível de pânico das nações que fazem parte da XCOM. Responder a situações em determinadas áreas, diminui o pânico desta região, e ignorá-los resulta em um aumento de pânico e a chance do país sair da XCOM e retirar o patrocínio. O "ant farm" também permite que o jogador observe os soldados relaxando ou se exercitando no ginásio da base. Um memorial para os soldados mortos em ação também é visível. Bônus passivos são fornecidos dependendo de qual continente o jogador opta como localização da base. O jogador pode detectar melhor as atividades alienígenas lançando satélites e posicionando eles sobre o território de interesse. 
O jogo pode ser jogado em níveis mais altos de dificuldade: Clássico (em uma referência ao jogo original) e o Impossível, cada um com a opção para habilitar o "Ironman" (a qual limita os jogadores a um único arquivo de save) separadamente para cada um. Jake Solomon, principal desenvolvedor, afirmou em várias ocasiões que ele acredita que a "verdadeira experiência de XCOM" é jogar sem a capacidade de recarregar os jogos salvos. Nos níveis mais altos de dificuldade, a natureza aleatória das batalhas, onde os soldados sob o comando do jogador podem morrer permanentemente com apenas um ataque inimigo, a natureza do combate contra o desconhecido e tecnologicamente superior inimigo, e a necessidade de sacrificar alguns recursos – incluindo soldados e até mesmo países inteiros – para o bem maior, se combinam para criar uma atmosfera sombria, onde o jogador sente o peso do comando. 
O jogo também conta com um modo multiplayer para batalhas táticas um-contra-um. Os jogadores gastam um orçamento pré definido na montagem de uma equipe de até seis seres humanos, alienígenas, ou uma mistura de ambos. Unidades humanas são personalizáveis em termos de armas, armaduras e acessórios. Uma versão simplificada do sistema de perk do modo single-player também está presente. Unidades alienígenas não pode ser personalizadas, mas possuem as capacidade correspondentes aos alienígenas presentes no modo single-player do jogo. 
O combate psiônico do jogo original de 1994, é mantido, mas alguns recursos de jogabilidade do original foram removidos ou adaptados. O sistema de unidades de tempo, o mapa sempre visível e o sistema de inventário do original foram removidos. A missão inicial da fase de desembarque do transporte também foi removido – as missões agora começam com as tropas destacadas fora da aeronave. Ao contrário do jogo de 1994, apenas uma base da XCOM existe, a localização que é escolhida no início do jogo. 
Apesar de existirem algumas diferenças na interface entre plataformas, ao contrário de outros jogos, tais como o jogo da Firaxis Civilization Revolution, o conteúdo não é simplificado para as versões de console. A versão de PC possui uma interface de usuário feita para o mouse e "o suporte a mods". 

## Desenvolvimento

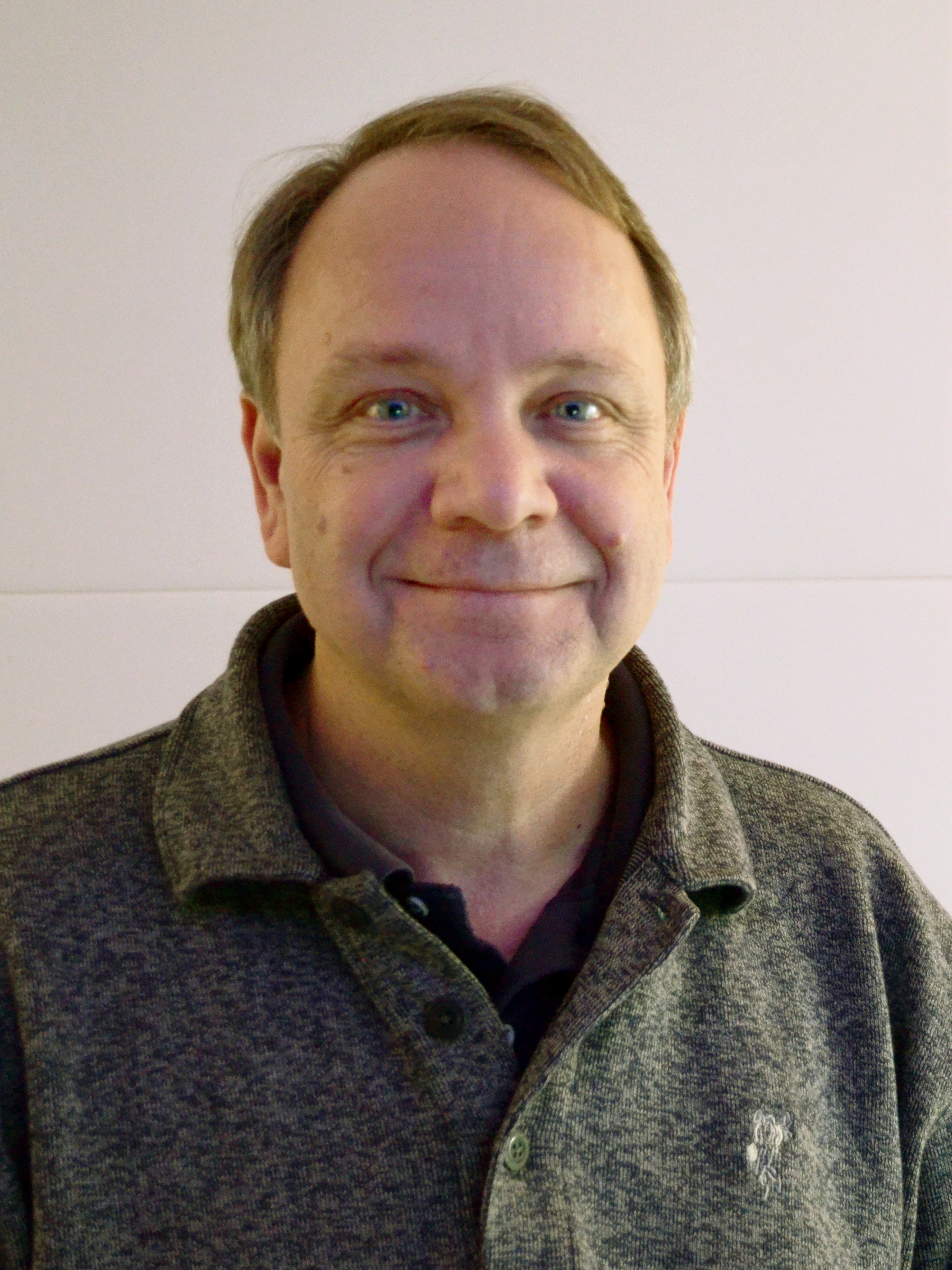
Sid meier o diretor de desenvolvimento criativo de X-COM: Enemy unknown

O desenvolvimento do jogo foi iniciado no começo de 2008, como um projeto com um "orçamento muito, muito grande", um projeto com cerca de 50-60 membros de equipe liderada por Jake Solomon. O seu protótipo foi um simples remake do jogo original de 1994 UFO: Enemy Unknown, com todas as características clássicas do jogo. O jogo passou por muitas revisões e novos recursos foram adicionados, testados ou removidos para criar o resultado final.
XCOM: Enemy Unknown foi desenvolvido de forma independente do jogo Xcom da 2K Marin (mais tarde rebatizada como The Bureau: XCOM Declassified), e embora os dois jogos sejam ambientados em universos completamente diferentes, os desenvolvedores de ambos os jogos estavam em contato um com o outro, Na expansão Enemy Within depois de pesquisar o Meld a Dra. Vahlen diz ter descoberto alguns registros dos anos 60, o que mostra que talvez eles estivessem no mesmo universo. Enemy Unknown também foi o primeiro título desenvolvido pela Firaxis Games que não apresentam o nome de Sid Meier, que serviu como diretor de desenvolvimento criativo, mas não estava diretamente envolvido no desenvolvimento do jogo diariamente. Os designers também fizeram um jogo de tabuleiro interno para ajudar a obter a "sensação" do jogo corretamente. 
A equipe de interface foi dividida em metades para desenvolver as Interfaces gráficas separadamente para a versão de PC e a versão de console. Todos os membros da equipe de desenvolvimento jogaram e terminaram o jogo original UFO: Enemy Unknown, eles foram obrigados a fazê-lo se já não feito isso quando se juntaram à equipe. Roland Rizzo, que estava trabalhando na série X-COM desde o início, tornou-se o líder de audio para o jogo e ficou com a tarefa de repensar e atualizar a famosa trilha sonora original de John Broomhall. Michael McCann, compositor de "Deus Ex: Human Revolution, também esteve envolvido na criação da trilha sonora do jogo. O diretor de arte da série Civilization, Greg Foertsch recebeu a tarefa de repensar o visual de X-COM,, incluindo refazer as espécies alienígenas. O objetivo era ter os personagens semelhantes a figuras de ação, e o resultado foi uma aparência texturizada estilizada e brilhante. 

## Lançamento
XCOM: Enemy Unknown foi revelado pela primeira vez em 5 de janeiro de 2012 pela Game Informer. Uma demo jogável do jogo estava disponível na Electronic Entertainment Expo (E3) em junho de 2012. a Pré-encomenda bônus incluía o " Soldado Clássico da X-COM" (um corte de cabelo para o soldado masculino do jogador baseado no modelo das tropas no X-COM original de 1994) e a opção para personalizar a concepção estética das armaduras dos soldados. Aqueles que pré-encomendaram a versão de PC na Steam também receberam itens de bônus para o Team Fortress 2 e uma cópia gratuita da jogo de estratégia da Firaxis Civilization V de 2010 . A versão demo jogável foi lançada em 24 de setembro de 2012 pela Steam, em 9 de outubro para a Xbox Live (disponível para os assinantes Gold da Xbox Marketplace) e no dia 10 de outubro para a PlayStation Network. 
Oito armários arcades promocionais de XCOM: Enemy Unknown foram produzidos em agosto de 2011 pela 2K Games e Bespoke Arcades. As máquinas foram usadas para torneios do jogo em várias exposições, incluindo a i47, London MCM Expo, Play Expo e Eurogamer Expo, com as máquinas sendo concedidas como prêmios. 
XCOM: Enemy Unknown foi lançado nas lojas no dia 9 de outubro de 2012 para os consumidores norte-americanos e no dia 12 de outubro de 2012 para os consumidores australianos e europeus. O jogo foi lançado para distribuição digital via Steam no dia 9 de outubro de 2012. No PC, duas edições foram lançadas: uma edição normal e uma edição especial que incluía uma variedade de itens exclusivos, incluindo um livro de arte, um poster da base de operações da XCOM, uma insígnia bordada da XCOM, e uma coleção de bônus digitais, tais como papéis de parede, trilha sonora e muito mais. 
Uma "Elite Edition", contendo todas as DLCs lançadas anteriormente, foi anunciada como um exclusivo de Mac OS X pela Feral Interactive no dia 26 de fevereiro de 2013 e foi lançada em 25 de abril de 2013. Um portabilidade para iOS, agendada para ser lançada no verão de 2013, foi anunciada durante a PAX East, em 23 de Março de 2013. O jogo foi lançado no dia 20 de junho, 2013, na App Store custando 18.03€, na época um dos jogos mais caros para iOS já lançados.
O jogo estava disponível digitalmente entre 16 de junho e 30 de junho de 2016 no Xbox 360, como parte da Xbox Live, Games with Gold.

## XCOM: Enemy Within
Um pacote de expansão, XCOM: Enemy Within foi anunciado para ser lançado em 15 de novembro de 2013. Como as inúmeras expansões da série Civilization o pacote mantém o núcleo do enredo, mas acrescenta uma ampla variedade de conteúdo, incluindo novas armas, missões especiais e a capacidade de melhorar soldados através de engenharia genética ou implantes cibernéticos. Ambas as opções consumem uma substância chamada "Meld" que pode ser obtida durante as batalhas. 

## Recepção

### Recepção crítica
XCOM: Enemy Unknown impressionou o público e a imprensa na E3 2012, onde ganhou uma série de prêmios de uma variedade de publicações de jogos, tais como o título de "Melhor Jogo de Estratégia" da GameSpy, Game Informer, IGN, e Machinima. O jogo também ganhou os títulos de "Melhor Jogo para PC" e "Melhor Jogo de Estratégia"  na Game Critics Awards da E3 2012 
Uma versão de pré-lançamento de XCOM: Enemy Unknown recebeu boas críticas da PlayStation Official Magazine, Official Xbox Magazine e Rock, Paper, Shotgun. A versão completa do jogo também recebeu elogios de críticos. Adam Biessener da Game Informer chamou de "uma conquista única que todo jogador merece experimentar." Ian Dransfield da Play chamou o jogo de "uma reimaginação fenomenal de um título clássico e um clássico instantâneo por si só." também foi descrito como uma "marca de excelência" pela Destructoid e " um jogo de estratégia em turnos exemplar" pela Joystiq.
Dan Stapleton da GameSpy escreveu: "considero a obra prima de 1994, X-COM: UFO Defense, como sendo o melhor jogo já feito. Comparado diretamente com este padrão alto, o remake da Firaxis de 2012, XCOM: Enemy Unknown, se saiu muito bem." GamesTM chamou de "um digno reboot da franquia, facilmente o jogo mais viciante deste ano, e um dos nossos jogos favoritos da Firaxis," com o veredito final sendo " Mesmo sendo um reboot é autêntico e esplêndido". Josh Harmon da Electronic Gaming Monthly (EGM) afirmou: "dizer que XCOM: Enemy Unknown é um remake sensacional seria desmerecer o feito monumental da Firaxis. O desenvolvedor não apenas conseguiu captar o espírito do original; mas também alterou, melhorou, e inovou o suficiente para entregar o mais novo e mais engajador jogo de estratégia de atualmente, se não for de todos os tempos." 
A análise de Ricos Stanton da Eurogamer descreveu XCOM: Enemy Unknown como "um vencedor" e "um jogo fantástico" que "traz de volta e revitaliza um clássico." Alex Rubens da G4 chamou de "um retorno excepcionalmente sólido da série, e um que todo fã de jogos baseados em turnos deveriam experimentar", acrescentando que "mesmo se você nunca jogou o original, XCOM: Enemy Unknown é o melhor do gênero de jogos táticos baseados em turnos táticas, e uma introdução perfeita ao gênero."
David Houghton da Game Revolution, disse que, apesar de suas falhas, o jogo "é o renascimento de não apenas uma marca, mas de um gênero." Russ Pitts da Polygon criticou a "estranha dicotomia", da parte estratégica do jogo, mas elogiou a jogabilidade tática, afirmando ser "uma das melhores e mais artisticamente projetadas dos jogos de estratégia atuais." Edwin Evans-Thirlwell da Official Xbox Magazine afirmou que ele "não é apenas a melhor experiência de estratégia do Xbox 360, ele também é um jogo de estratégia que altera a forma como você pensa sobre os jogos de estratégia." 
A dificuldade do jogo recebeu elogios e levantou dúvidas. A análise da G4 observou que "a dificuldade extrema do jogo pode não ser bem recebido por todos os jogadores" e a Official Xbox Magazine descreveu o jogo como "confiavelmente implacável". de Acordo com a EGM, "XCOM odeia você. XCOM quer você morto. E XCOM vai ver você morto, e mais de uma vez." Game Informer chamou de "uma das experiências mais desafiantes e intensas dos jogos desta geração." A análise de PLAY afirmou que "morrer está de volta na moda."
Várias análises também comentaram sobre o quão viciante o jogo pode ser. David Marques da PlayStation Official Megazine chamou XCOM de "um dos jogos mais originais e viciantes do ano até agora." Erik Kain da Forbes chamou de "um dos jogos mais viciantes que já joguei que cai em algum lugar entre o chocolate e o crack na escala de substâncias que causam dependência." Allistair Pinsof do Destructoid, apontou como facilmente alguém pode ser absorvido no jogo. Mostrando o quão viciante XCOM é."
Em um artigo retrospectivo sobre o original de 1994, Alec Meer da Eurogamer comparou ambos os jogos, chegando a conclusão de que o "X-COM e XCOM são jogos completamente diferentes, ambos ingênios e falhos do seu próprio jeito." De acordo com Chris Schilling da VideoGamer.com, "Enemy Unknown é respeitoso ao classico de Julian Gollop de 1994, mas não é reverente." Charlie Hall da Ars Technica , escreveu que "no final, este não é o X-Com que todos estavam esperando. É maior e melhor. Se você está simplesmente procurando por uma re-skin competente do X-com original, mantenha os olhos abertos para o próximo Xenonauts." Gollop disse. 

### Prêmios
Várias publicações, incluindo Giant Bomb, Kotaku, MTV e GameTrailers deram à XCOM: Enemy Unknown o prêmio de Jogo do Ano de 2012. GameSpy deu à XCOM seu prêmio de Jogo do Ano ("Conquista": o Jogo do Ano, Alta Tensão, Fazendo turnos Legal de Novo"), comentando que "poucos jogos podem entregar a emoção da vitória e a agonia da derrota na forma que XCOM entrega." 
XCOM: Enemy Unknown, foi o escolhido pela Spike TV Video Game Awards de 2012 como indicado na categoria de Melhor Jogo de PC. Na 16ª D. I. C. E. Awards, ele foi indicado para três prêmios, incluindo Jogo do Ano, e acabou ganhando dois para 2012, o Jogo de Estratégia/Simulação do Ano e Realizações de Destaque na Engenharia da Jogabilidade. Premiando o jogo como o Jogo de Estratégia do Ano, a PC Gamer escreveu que ele pode "forjar memórias no jogador que irão se manter enquanto você jogar e se preocupam com os jogos." 

## Sequência
Uma sequência de XCOM: Enemy Unknown, XCOM 2, foi lançada em 5 de fevereiro de 2016. Ela foi desenvolvida pela Firaxis Games e foi lançada para Microsoft Windows, OS X e Linux. No lançamento, foi um jogo exclusivo de PC. O jogo se passa 20 anos após os eventos de XCOM: Enemy Unknown, com os aliens tendo tomado a raça humana. Está implícito que os eventos de XCOM: Enemy Unknown eram, em sua maioria simulações táticas sendo executadas dentro do cérebro do Comandante após a sua captura pelos alienígenas após uma derrota muita rápida do projeto XCOM. O jogador controla um pequeno movimento de resistência que luta ontra os conquistadores alienígenas. 